# Luis de Mirabal y Espínola
Luis Félix de Mirabal y Espínola (Jerez de la Frontera, 1670 – Madrid, 1729) va ser un jurista i polític espanyol, president del Consell de Castella i principal dirigent polític del curt regnat de Lluís I d'Espanya, president del Gabinet de govern i del denominat partit espanyol, el qual va dur a terme mesures encaminades a reduir la importància dels francesos i italians presents durant l'anterior regnat de Felip V d'Espanya i Isabel Farnese.

## Biografia
Fill d'una família de regidors locals, en no ser el primogènit, com molts altres contemporanis seus, Luis va estudiar carrera judicial a la universitat per tal d'entrar posteriorment a l'administració, un procés que era extremadament difícil i exigent a l'època. Mirabal va cursar estudis a Conca i després a Salamanca i va optar per la carrera de catedràtic en lloc d'entrar directament a un càrrec públic.
El 1697, Mirabal va entrar a l'administració com a fiscal de la Reial Audiència de Valladolid, per a després passar a ser oïdor de la mateixa el 1700. El 1699 va casar-se amb Maria Magdalena Dávila. Durant la Guerra de Successió, Mirabal va ser ascendit a alcalde de la Casa i Cort de Madrid, l'alt tribunal dedicat als crims de lesa majestat, que tenia atribucions sobre la policia de la Cort i el deure d'acompanyar al rei, o bé al Consell de Castella, durant les seves sortides. Va obtenir gran estima de part de Felip V, el qual el va nomenar fiscal conseller de Castella.
El 1714 va ser enviat com ambaixador d'Espanya als Estats Generals dels Països Baixos. La seva bona gestió dels afers internacionals li va valer el nomenament, atorgat per Felip V, de president del Consell de Castella el 1716, el que en va fer la segona persona en importància política del regne després del monarca. Durant la seva presidència va dur a terme diverses tasques administratives i protocol·làries, com visites a celebracions religioses o reunions polítiques, a més de la realització de mesures als diferents territoris de la monarquia, entre les quals destaca la substitució dels castellans presents a l'Audiència de Barcelona per catalans i l'aplicació de les lleis pròpies del Principat, proposant com a regent Francesc Ametller; la mesura fou aprovada per Felip V, si bé va obligar a què el regent fos d'origen castellà. Una altra mesura serà el projecte estatal de mediació en la vaga de treballadors de la Reial Fàbrica de Draps de Guadalajara, per tal d'aconseguir una millora en termes de qualitat i així contrarestar la competència comercial estrangera. La seva gran tasca va fer que Felip V li atorgués el títol de noblesa de marquès de Mirabal que, en realitat, era 'de Miraval'.
Amb la pujada al tron de Lluís I el 1724, després de l'abdicació de Felip V, Mirabal és proposat pel segon per a exercir la presidència del consell assessor del seu fill, amb la col·laboració d'altres persones, principalment altres nobles i funcionaris. La primera mesura de Lluís I, aconsellada per Mirabal, va ser restablir l'antiga etiqueta cortesana dels Habsburg, suprimida per Felip V. El marquès de Mirabal va esdevenir el representant del partit espanyol a la cort, contrari als francesos, vinguts amb Felip V, i, sobretot, els italians d'Isabel Farnese. Enmig de la violència entre els dos partits es va trobar l'ambaixador francès, el mariscal Tessé, que actuava hipòcritament amb Mirabal, donant-li la major atenció oficialment, però, en secret, havia plantejat als exreis la seva substitució com a president del gabinet. Tanmateix, aquest gabinet de govern presidit per Mirabal no va tenir gairebé importància en termes de governació a causa de la intrusió de Felip V i Isabel Farnese per seguir regnant sense ser reis. Tessé tornaria a intentar la destitució de Mirabal de mans dels exreis sota el pretext de la necessitat que Lluís I hauria de governar ell sol i no a través dels seus consellers, però sempre va aconseguir negatives respecte a aquesta proposta i, finalment, va tornar a França. Des de llavors, es va dur a terme una política de restriccions en despeses envers els fills d'Isabel Farnese i Felip V, germanastres de Lluís I, però va resultar ser una mesura inútil, Felip V va convèncer el seu fill de retirar aquest decret i va augmentar les dotacions. Després Mirabal va atacar directament Felip V en reduir l'assignació reial, sota l'actitud passiva de Lluís I, que va decidir deixar actuar lliurement els seus ministres.
A la mort de Lluís I després de set mesos de regnat, Felip V va consultar amb el Consell la possibilitat de tornar a ocupar al tron, i Mirabal va mostrar-se ambigu en aquest sentit, però, finalment, el Consell va donar el seu consentiment. Un cop Felip V va ocupar de nou el tron, l'octubre de 1724, va destituir Mirabal del seu càrrec com a president del gabinet, igual que molts altres membres del mateix que foren destituïts o fins i tot desterrats, però, en canvi, va acabar nomenant-lo conseller d'estat, càrrec que, en realitat, no existia. Era una forma de garantir que Mirabal només s'ocupés dels assumptes relacionats amb la presidència del Consell de Castella, la qual va mantenir fins a la seva mort el 1729. Luis es va casar en segones núpcies amb Isabel María Queipo de Llano, senyora de Boadilla del Monte, població a la qual Mirabal es va retirar, fugint de la persecució dels seus enemics de la Cort.